# Н’Гессан, Джилиан
Джилиа́н Н’Гесса́н (фр. Djylian N'Guessan; родился 30 августа 2008, Сен-Назер, Франция) — французский футболист, нападающий клуба «Сент-Этьен».

## Клубная карьера
Воспитанник «Сент-Этьена», в ноябре 2024 года Джилиан Н’Гессан подписал свой первый профессиональный контракт с клубом. 4 января 2025 года дебютировал за основную команду «зелёных», выйдя на замену в матче Лиги 1 против «Реймса».

## Карьера в сборной
Выступал за сборные Франции до 16 и до 17 лет.